# کراتینگ دائنگ
کراتینگ دائنگ (تایلندی: กระทิงแดง) شرکت نوشیدنی تایلندی است، که در سال ۱۹۷۶ تأسیس شد.